# Gennadios Scholarios

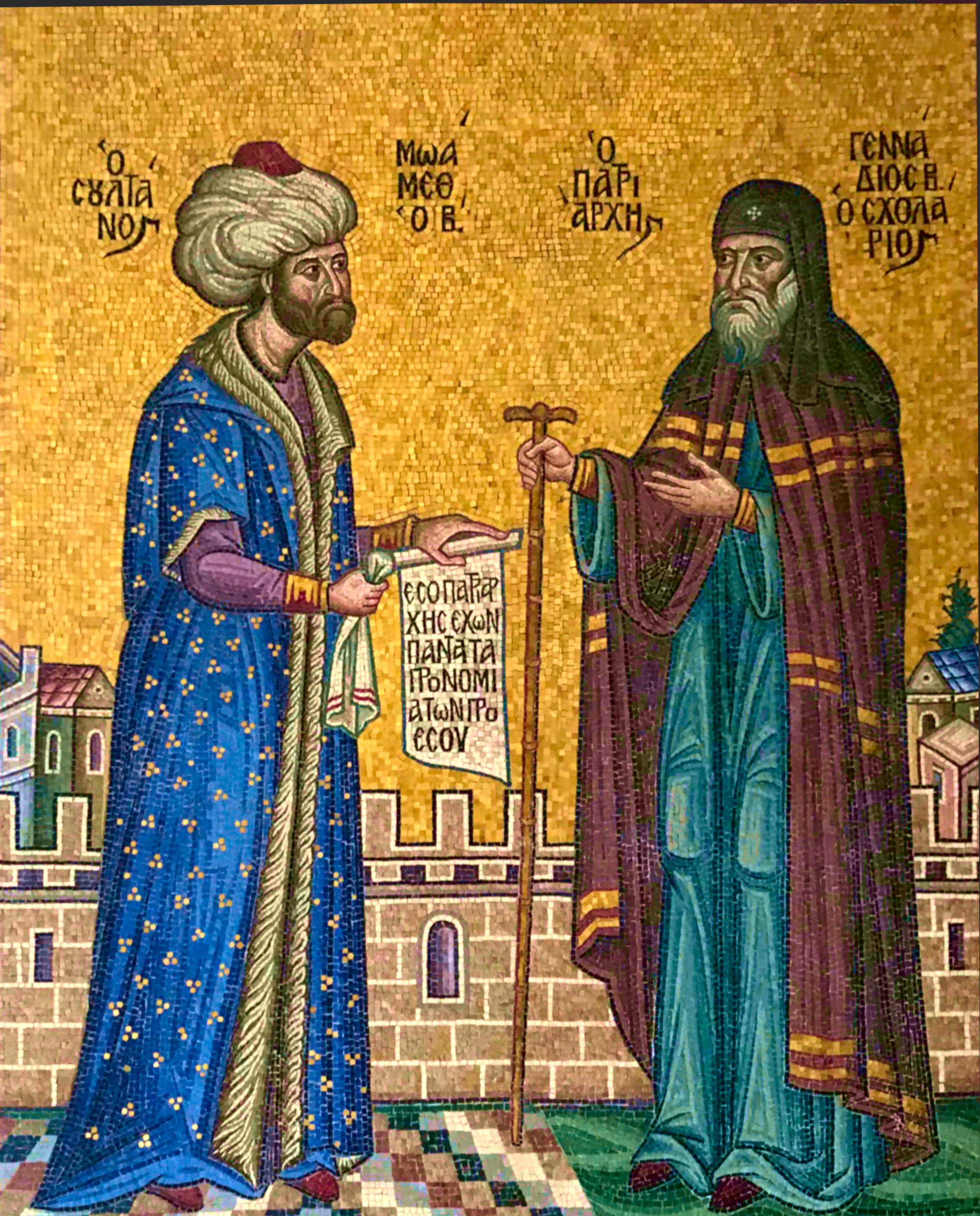
Mehmed II. und Gennadios Scholarios

Gennadios II. Scholarios (griechisch Γεννάδιος Βʹ Σχολάριος, ursprünglich Georgios Kourtesios Scholarios, Γεώργιος Κουρτέσιος Σχολάριος; * um 1405  in Konstantinopel; † nach 1472 in Serres) war der erste ökumenische Patriarch von Konstantinopel (1454–1464) unter türkischer Herrschaft. Er war auch der führende griechisch-orthodoxe aristotelisch orientierte Theologe und Polemiker seiner Zeit.
Georgios Scholarios nahm 1438/39 als Sekretär des Kaisers Johannes VIII. am Konzil von Ferrara-Florenz teil und unterstützte zunächst die dort beschlossene Union mit der Westkirche, die ihn jedoch zunehmend enttäuschte. Ab 1449/50 unter dem Namen Gennadios Mönch im Charsianeites-Kloster, übernahm er in Nachfolge des Markos Eugenikos († 1445) die Leitung einer sich in Konstantinopel etablierenden antiflorentinischen Parallelhierarchie, der „Heiligen Synaxis der Orthodoxen in Konstantinopel“. Am 12. Oktober 1452 wurde die Dekrete über die Union in der Hagia Sophia vorgelesen und der Mönch Gennadios zog sich als erbitterter Unionsgegner in Klausur zurück. Die Eroberung von Konstantinopel machte die Union hinfällig. Nach der osmanischen Eroberung Konstantinopels 1453 amtierte Gennadios Scholarios dort 1454 bis 1456  – von Gnaden und als Freigelassener in persönlicher Abhängigkeit von Sultan Mehmed II. (gest. 1481), doch nach traditionellen Normen gewählt und ordiniert –  als neuer Ökumenischer Patriarch, aus westlicher Sicht als illegitimer Gegenpatriarch zu Gregor III. Mammas († 1459 in Rom). 1456 legte Gennadios sein Amt nieder. Danach zog er sich in ein Kloster in Makedonien zurück, wo er seine literarische Arbeit wieder aufnahm. Spätere Amtszeiten erneut als Patriarch (1462–1463 u. 1464–1465) sind fragwürdig.
Er war ein Kenner der westlichen Philosophie und Theologie. Seine Kollegen bezeichneten ihn deshalb spöttisch als „den Latinisten“. Er kommentierte aristotelische und neuplatonische Texte und verwendete sie im Unterricht.
In seiner Amtszeit als Ökumenischer Patriarch sah sich Gennadios II. nicht allein mit der Reorganisation der durch Streit und Krieg zusammengebrochenen Kirchenverwaltung und eines bis in den Episkopat hinein aus Not oder Neigung simonistischen Klerus konfrontiert, sondern mit dem drängenden Problem der Islamisierung der christlichen Bevölkerung infolge von Zwang, Knabenlese (Devşirme), Eheproblemen der unterschiedlichsten Art, auch verbotener Formen der christlichen Zweitehe. Angesichts der Not vertrat Scholarios, keineswegs unter allgemeinem Beifall, die großzügige Anwendung der Oikonomia durch Erleichterung der Ehescheidung und, unter Verweis auf die Verleugnung des Petrus, durch nachsichtige „Entlatinifizierung“ reuiger Unionsanhänger. In liturgischen Fragen wandte er sich gegen jede λεπτολογία („Kleingeisterei“).